# Nike (seria wydawnicza)

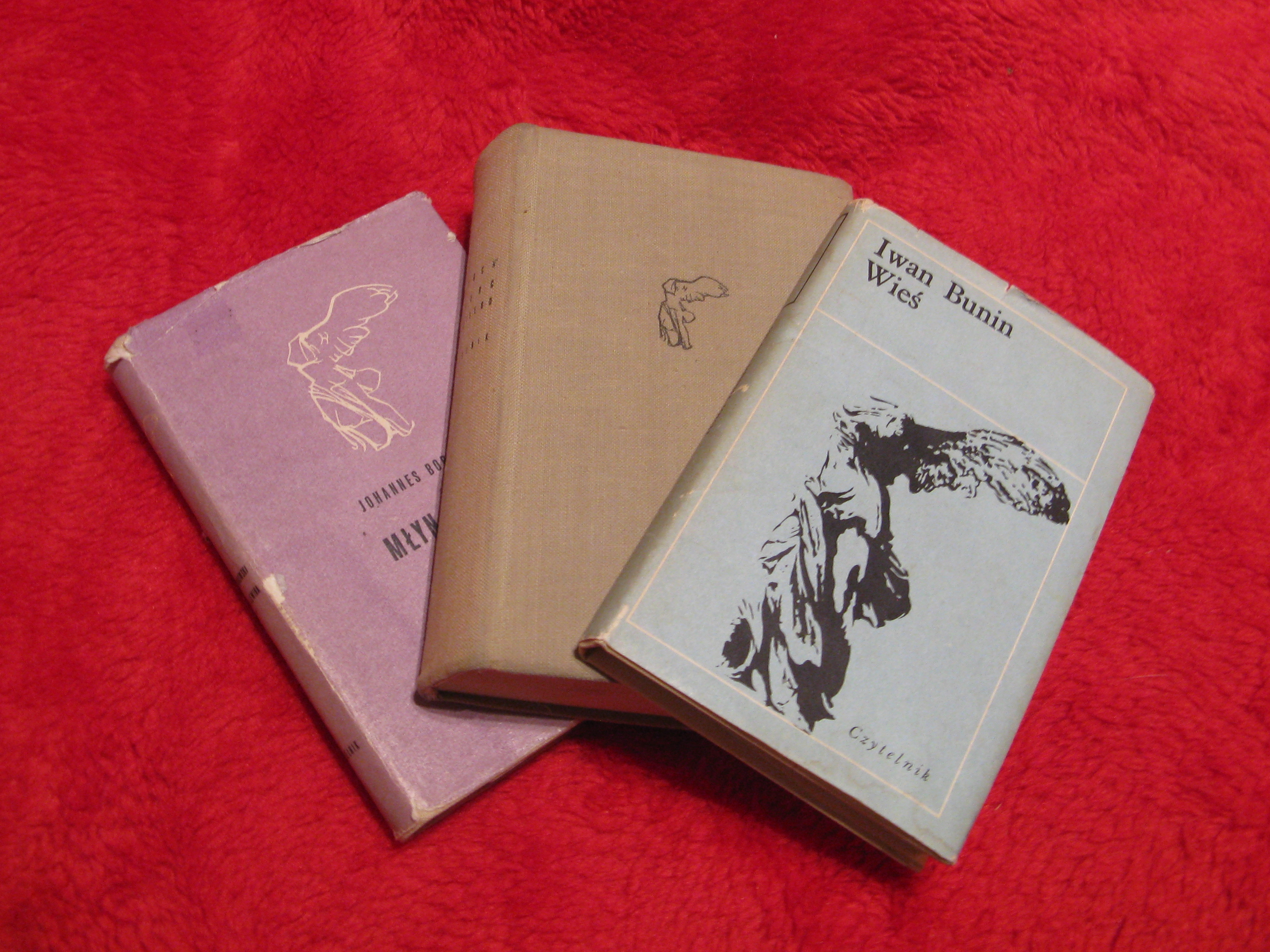
Trzy książki z serii Nike, środkowa bez obwoluty

Nike – kieszonkowa seria wydawnicza prozy obcej wydawana od 20 czerwca 1957 roku przez Spółdzielnię Wydawniczą „Czytelnik”, najstarsza seria tegoż wydawnictwa.
Jednym z inicjatorów serii był prawdopodobnie Władysław Kopaliński, prezes wydawnictwa. W serii ukazują się przekłady XX-wiecznej prozy światowej (powieści, zbiory opowiadań), głównie amerykańskiej i europejskiej. Pierwszym tytułem w serii była Opowieść o dwóch siostrach  autorstwa Arnolda Bennetta wydana w dwóch tomach. Książki wydane w serii cechuje niewielki, kieszonkowy format (15,5 cm × 10 cm), a na ich różnobarwnych okładkach i obwolutach zawsze znajduje się stylizowana sylwetka Nike z Samotraki. Współczesne opracowanie graficzne serii wykonała Maria Drabecka, wcześniejsze okładki projektowali: Jan Samuel Miklaszewski, Andrzej Heidrich i Zbigniew Czarnecki.
| lp  | Autor                                   | Tytuł                                                                      | Rok wydania | Druk ukończono | Tłumaczenie                                                           |
| --- | --------------------------------------- | -------------------------------------------------------------------------- | ----------- | -------------- | --------------------------------------------------------------------- |
| 1   | Arnold Bennett                          | Opowieść o dwóch siostrach. T. 1                                           | 1957        | lipiec 57      | tł. Jacek Woźniakowski                                                |
| 2   | Arnold Bennett                          | Opowieść o dwóch siostrach. T. 2                                           | 1957        | lipiec 57      | tł. Jacek Woźniakowski                                                |
| 3   | André Gide                              | Lochy Watykanu                                                             | 1957        | sierpień 57    | tł. Tadeusz Żeleński (Boy)                                            |
| 4   | J. P. Jacobsen                          | Niels Lyhne                                                                | 1957        | sierpień 57    | tł. Maria Dąbrowska                                                   |
| 5   | André Malraux                           | Dola człowiecza                                                            | 1957        | sierpień 57    | tł. Adam Ważyk                                                        |
| 6   | Ilia Erenburg                           | Niezwykłe przygody Julio Jurenity i jego uczniów                           | 1957        | listopad 57    | tł. Tadeusz Jakubowicz                                                |
| 7   | André Gide                              | Fałszerze                                                                  | 1958        | grudzień 57    | tł. Helena i Jarosław Iwaszkiewiczowie, Julian Rogoziński             |
| 8   | William Faulkner                        | Dzikie palmy. Stary                                                        | 1958        | styczeń 58     | tł. Kalina Wojciechowska                                              |
| 9   | Guy de Maupassant                       | Iwetta                                                                     | 1958        | styczeń 58     | tł. Eligia Bąkowska                                                   |
| 10  | Luigi Pirandello                        | Czarny szal                                                                | 1958        | luty 58        | tł. Barbara Sieroszewska                                              |
| 11  | Jean-Paul Sartre                        | Mur                                                                        | 1958        | luty 58        | tł. Jerzy Lisowski                                                    |
| 12  | Franz Kafka                             | Zamek                                                                      | 1958        | czerwiec 58    | tł. Kazimierz Truchanowski, Krzysztof Radziwiłł                       |
| 13  | Miroslav Krleža                         | Powrót Filipa Latinovicza                                                  | 1958        | czerwiec 58    | tł. Maria Krukowska, Zygmunt Stoberski                                |
| 14  | François Mauriac                        | Kłębowisko żmij                                                            | 1958        | sierpień 58    | tł. Zofia Jaremko-Pytowska                                            |
| 15  | James Joyce                             | Dublińczycy                                                                | 1958        | wrzesień 58    | tł. Kalina Wojciechowska                                              |
| 16  | Roger Vailland                          | La Passatella                                                              | 1958        | wrzesień 58    | tł. Zygmunt Burakowski                                                |
| 17  | Tomasz Mann                             | Ostatnie nowele                                                            | 1958        | listopad 58    | tł. Walentyna Kwaśniakowa, Andrzej Dołęgowski                         |
| 18  | Rainer Maria Rilke                      | Malte                                                                      | 1958        | listopad 58    | tł. Witold Hulewicz                                                   |
| 19  | Angus Wilson                            | Anglosaskie pozy                                                           | 1958        | listopad 58    | tł. Adam Klimowicz                                                    |
| 20  | Anatol France                           | Bogowie łakną krwi                                                         | 1959        | styczeń 59     | tł. Jan Sten                                                          |
| 21  | Vercors                                 | Oczy i światło                                                             | 1959        | styczeń 59     | tł. Wiera i Zbigniew Bieńkowscy                                       |
| 22  | Aldous Huxley                           | W cudacznym korowodzie                                                     | 1959        | kwiecień 59    | tł. Bronisław Zieliński                                               |
| 23  | Alberto Moravia                         | Rzymianka                                                                  | 1959        | maj 59         | tł. Zofia Ernst                                                       |
| 24  | Aleksy Tołstoj                          | Kulawy książę                                                              | 1959        | czerwiec 59    | tł. W. Lesnobrodzka-Założyna                                          |
| 25  | Iwan Bunin                              | Wieś                                                                       | 1959        | lipiec 59      | tł. Zofia Petersowa                                                   |
| 26  | Roger Martin du Gard                    | Jan Barois                                                                 | 1959        | lipiec 59      | tł. Zofia Jaremko-Pytowska                                            |
| 27  | Heinrich Böll                           | Człowiek z nożami                                                          | 1959        | listopad 59    | tł. Teresa Jętkiewicz                                                 |
| 28  | Max Frisch                              | Homo faber                                                                 | 1959        | listopad 59    | tł. Irena Krzywicka                                                   |
| 29  | Konstanty Paustowski                    | Lśniące obłoki                                                             | 1959        | listopad 59    | tł. Stefan Klonowski; wiersze tł. Stanisław Średnicki                 |
| 30  | Henry James                             | Ambasadorowie. T. 1                                                        | 1960        | marzec 60      | tł. Maria Skibniewska                                                 |
| 31  | Henry James                             | Ambasadorowie. T. 2                                                        | 1960        | marzec 60      | tł. Maria Skibniewska                                                 |
| 32  | Aleksander Kuprin                       | Pojedynek                                                                  | 1960        | marzec 60      | tł. Halina Rogala                                                     |
| 33  | Tomasz Mann                             | Wybraniec                                                                  | 1960        | kwiecień 60    | tł. Anna M. Linke                                                     |
| 34  | Anatol France                           | Czerwona lilia                                                             | 1960        | maj 60         | tł. Paweł Hertz                                                       |
| 35  | Wolfgang Borchert                       | Pod drzwiami                                                               | 1960        | lipiec 60      | tł. Edwin Herbert, Egon Naganowski                                    |
| 36  | Alberto Moravia                         | Matka i córka                                                              | 1960        | sierpień 60    | tł. Zofia Ernst                                                       |
| 37  | Miroslav Krleža                         | Na krawędzi rozumu                                                         | 1960        | listopad 60    | tł. Maria Krukowska                                                   |
| 38  | Max Frisch                              | Stiller                                                                    | 1960        | grudzień 60    | tł. Jacek Frühling                                                    |
| 39  | William Saroyan                         | Chłopiec na lotnym trapezie                                                | 1961        | grudzień 60    | tł.: Wojciech Adamiecki i in                                          |
| 40  | William Faulkner                        | Intruz                                                                     | 1961        | luty 61        | tł. Ewa Życieńska                                                     |
| 41  | Henry James                             | Daisy Miller. Wychowanek. Łgarz. Bestia w dżungli                          | 1961        | marzec 61      | tł. Jadwiga Olędzka                                                   |
| 42  | Herman Broch                            | Niewinni                                                                   | 1961        | kwiecień 61    | tł. Wanda Jedlicka                                                    |
| 43  | Erich Kästner                           | Fabian                                                                     | 1961        | maj 61         | tł. Maria Wisłowska                                                   |
| 44  | Mikołaj Leskow                          | Wdzięk administracyjny                                                     | 1961        | maj 61         | tł. Irena Bajkowska, Czesław Jastrzębiec-Kozłowski, Jerzy Wyszomirski |
| 45  | Aldous Huxley                           | Uśmiech Giocondy                                                           | 1961        | czerwiec 61    | tł. Jadwiga Olędzka                                                   |
| 46  | Konstanty Paustowski                    | Romantycy                                                                  | 1961        | czerwiec 61    | tł. Jerzy Jędrzejewicz                                                |
| 47  | Rabindranath Tagore                     | Głodne kamienie                                                            | 1961        | czerwiec 61    | tł. Jerzy Bandrowski, Franciszek Mirandola                            |
| 48  | Alberto Moravia                         | Pogarda                                                                    | 1961        | lipiec 61      | tł. Zofia Ernst                                                       |
| 49  | John Steinbeck                          | Zagubiony autobus                                                          | 1961        | lipiec 61      | tł. Andrzej Nowicki                                                   |
| 50  | Vercors                                 | Droga okrężna                                                              | 1961        | grudzień 61    | tł. Zofia Jaremko-Pytowska                                            |
| 51  | Anatol France                           | Historia komiczna                                                          | 1962        | styczeń 62     | tł. Paweł Hertz                                                       |
| 52  | André Gide                              | Jeżeli nie umiera ziarno...                                                | 1962        | luty 62        | tł. Julian Rogoziński                                                 |
| 53  | Katherine Mansfield                     | Upojenie                                                                   | 1962        | marzec 62      | tł. Wanda Peszkowa, Irena Tuwim, Julian Stawiński                     |
| 54  | Pio Baroja                              | Paradox królem                                                             | 1962        | czerwiec 62    | tł. Kalina Wojciechowska                                              |
| 55  | Virginia Woolf                          | Do latarni morskiej                                                        | 1962        | czerwiec 62    | tł. Krzysztof Klinger                                                 |
| 56  | André Malraux                           | Droga królewska                                                            | 1962        | lipiec 62      | tł. Gabriel Karski                                                    |
| 57  | Lion Feuchtwanger                       | Bracia Lautensack                                                          | 1962        | sierpień 62    | tł. Jacek Frühling                                                    |
| 58  | Truman Capote                           | Śniadanie u Tiffany'ego. Harfa traw                                        | 1962        | wrzesień 62    | tł. Bronisław Zieliński                                               |
| 59  | Michał Priszwin                         | Łańcuch Kościeja. Ks. 1                                                    | 1962        | wrzesień 62    | tł. Władysław Broniewski                                              |
| 60  | John Steinbeck                          | Pastwiska niebieskie                                                       | 1962        | wrzesień 62    | tł. Andrzej Nowicki                                                   |
| 61  | Michał Priszwin                         | Łańcuch Kościeja. Ks. 2                                                    | 1962        | październik 62 | tł. Władysław Broniewski                                              |
| 62  | Georges Duhamel                         | Krzyk z głębokości                                                         | 1962        | listopad 62    | tł. Irena Wieczorkiewicz                                              |
| 63  | F. Scott Fitzgerald                     | Wielki Gatsby                                                              | 1962        | listopad 62    | tł. Ariadna Demkowska                                                 |
| 64  | Ivo Andrić                              | Panna                                                                      | 1962        | grudzień 62    | tł. Halina Kalita                                                     |
| 65  | Katherine Mansfield                     | Dziennik                                                                   | 1963        | marzec 63      | tł. Teresa Tatarkiewiczowa                                            |
| 66  | Italo Calvino                           | Rycerz nieistniejący                                                       | 1963        | maj 63         | tł. Barbara Sieroszewska                                              |
| 67  | Camilo José Cela                        | Rodzina Pascuala Duarte                                                    | 1963        | czerwiec 63    | tł. Zofia Szleyen                                                     |
| 68  | Robert Musil                            | Trzy kobiety                                                               | 1963        | czerwiec 63    | tł. Teresa Jętkiewicz, Maria Kurecka, Walentyna Kwaśniakowa           |
| 69  | Simone de Beauvoir                      | Cudza krew                                                                 | 1963        | sierpień 63    | tł. Kazimierz Kossobudzki                                             |
| 70  | Alejo Carpentier                        | Podróż do źródeł czasu                                                     | 1963        | sierpień 63    | tł. Kalina Wojciechowska                                              |
| 71  | F. Scott Fitzgerald                     | Odwiedziny w Babilonie                                                     | 1963        | sierpień 63    | tł. Adam Kaska                                                        |
| 72  | Angus Wilson                            | Dojrzałe lata pani Eliot                                                   | 1963        | sierpień 63    | tł. Adam Klimowicz                                                    |
| 73  | Nathanael West                          | Dzień szarańczy, Miss Lonelyhearts                                         | 1963        | październik 63 | tł. Maria Skibniewska                                                 |
| 74  | Herman Broch                            | Śmierć Wergilego                                                           | 1963        | listopad 63    | tł. Maria Kurecka, Witold Wirpsza                                     |
| 75  | Italo Calvino                           | Baron drzewołaz                                                            | 1964        | marzec 64      | tł. Barbara Sieroszewska                                              |
| 76  | Max Frisch                              | Homo faber                                                                 | 1964        | marzec 64      | tł. Irena Krzywicka                                                   |
| 77  | Aldous Huxley                           | Dwie albo trzy gracje                                                      | 1964        | marzec 64      | tł. Tadeusz Polanowski                                                |
| 78  | Izaak Babel                             | Utwory wybrane                                                             | 1964        | kwiecień 64    | tł. Mieczysław Binom i in                                             |
| 79  | Carson McCullers                        | Serce to samotny myśliwy                                                   | 1964        | kwiecień 64    | tł. Jadwiga Olędzka                                                   |
| 80  | Leonid Sobolew                          | Remont kapitalny                                                           | 1964        | kwiecień 64    | tł.: Wacława Komarnicka, Halina Zakrzewska                            |
| 81  | Romain Gary                             | Obietnica poranka                                                          | 1964        | wrzesień 64    | tł. Jerzy Pański                                                      |
| 82  | William Faulkner                        | Zaścianek                                                                  | 1964        | październik 64 | tł. Kalina Wojciechowska                                              |
| 83  | Aleksy Tołstoj                          | Błękitne miasta                                                            | 1964        | październik 64 | tł. Józef Brodzki, Jerzy Brzęczkowski, Tadeusz Żeromski               |
| 84  | Erskine Caldwell                        | Jenny                                                                      | 1964        | listopad 64    | tł. Krystyna Tarnowska                                                |
| 85  | Blaise Cendrars                         | Rażony gromem                                                              | 1964        | grudzień 64    | tł. Julian Rogoziński                                                 |
| 86  | Alberto Moravia                         | Konformista                                                                | 1964        | grudzień 64    | tł. Zofia Ernstowa                                                    |
| 87  | Arnold Zweig                            | Marzenia są drogie                                                         | 1964        | grudzień 64    | tł. Zofia Jaremko-Pytowska i Janina Szymańska                         |
| 88  | Iwan Bunin                              | Życie Arsieniewa. Młodość                                                  | 1965        | styczeń 65     | tł.: Irena Bajkowska, Maria Mongirdowa                                |
| 89  | Andriej Płatonow                        | Utwory wybrane                                                             | 1965        | styczeń 65     | tł. Irena Bajkowska, Seweryn Pollak, René Śliwowski                   |
| 90  | Italo Calvino                           | Wicehrabia przepołowiony                                                   | 1965        | kwiecień 65    | tł. Barbara Sieroszewska                                              |
| 91  | Tomasz Mann                             | Wybraniec                                                                  | 1965        | maj 65         | tł. Anna M. Linke                                                     |
| 92  | Anna Seghers                            | Tranzyt                                                                    | 1965        | maj 65         | tł. Wanda Jedlicka                                                    |
| 93  | Ramiro Pinilla                          | Ślepe mrówki                                                               | 1965        | lipiec 65      | tł. Kalina Wojciechowska                                              |
| 94  | Max Frisch                              | Powiedzmy, Gantenbein...                                                   | 1965        | październik 65 | tł. Jacek Frühling                                                    |
| 95  | Manuel Rojas                            | Syn złodzieja                                                              | 1965        | listopad 65    | tł. Zofia Chądzyńska                                                  |
| 96  | Mario Soldati                           | Listy z Capri                                                              | 1965        | listopad 65    | tł. Barbara Sieroszewska                                              |
| 97  | Blaise Cendrars                         | Odcięta ręka                                                               | 1965        | styczeń 66     | tł. Julian Rogoziński                                                 |
| 98  | J. D. Salinger                          | Franny i Zooey                                                             | 1966        | grudzień 65    | tł. Maria Skibniewska                                                 |
| 99  | Ivo Andrić                              | Wakacje na południu                                                        | 1966        | styczeń 66     | tł. Alija Dukanović                                                   |
| 100 | Armand Lanoux                           | Kiedy morze się cofa                                                       | 1966        | styczeń 66     | tł. Tadeusz Evert                                                     |
| 101 | Carson McCullers                        | Zegar bez wskazówek                                                        | 1966        | styczeń 66     | tł. Jadwiga Olędzka                                                   |
| 102 | Alberto Moravia                         | Automat                                                                    | 1966        | styczeń 66     | tł. Zofia Ernstowa                                                    |
| 103 | William Faulkner                        | Miasto                                                                     | 1966        | luty 66        | tł. Maria Skibniewska                                                 |
| 104 | J. D. Salinger                          | Wyżej podnieście strop, cieśle. Seymour Introdukcja                        | 1966        | luty 66        | tł. Maria Skibniewska                                                 |
| 105 | Wiktor Niekrasow                        | W okopach Stalingradu                                                      | 1966        | marzec 66      | tł. Jerzy Jędrzejewicz                                                |
| 106 | Giovanni Arpino                         | Cień wzgórz                                                                | 1966        | maj 66         | tł. Barbara Sieroszewska                                              |
| 107 | Jules Supervielle                       | Orfeusz                                                                    | 1966        | maj 66         | tł. Mikołaj Bieszczadowski i in                                       |
| 108 | John Updike                             | Centaur                                                                    | 1966        | czerwiec 66    | tł. Ariadna Demkowska                                                 |
| 109 | Alejo Carpentier                        | Eksplozja w katedrze                                                       | 1966        | lipiec 66      | tł. Kalina Wojciechowska                                              |
| 110 | John Steinbeck                          | Pastwiska niebieskie                                                       | 1966        | lipiec 66      | tł. Andrzej Nowicki                                                   |
| 111 | Roger Vailland                          | Dziwna zabawa                                                              | 1966        | lipiec 66      | tł. Stanisław Brucz                                                   |
| 112 | Konstanty Paustowski                    | Romantycy                                                                  | 1966        | wrzesień 66    | tł. Jerzy Jędrzejewicz                                                |
| 113 | Erich Maria Remarque                    | Łuk Triumfalny                                                             | 1966        | wrzesień 66    | tł. Wanda Melcer                                                      |
| 114 | Jurij Tynianow                          | Woskowa persona                                                            | 1966        | wrzesień 66    | tł. Ziemowit Fedecki, Adam Galis, Tadeusz Mongird                     |
| 115 | Richard Wright                          | Długi sen                                                                  | 1966        | wrzesień 66    | tł. Zofia Klinger i Krzysztof Klinger                                 |
| 116 | William Faulkner                        | Koniokrady                                                                 | 1966        | październik 66 | tł. Anna Przedpełska-Trzeciakowska                                    |
| 117 | Ilia Erenburg                           | Trzynaście fajek                                                           | 1966        | listopad 66    | tł. Jerzy Pański                                                      |
| 118 | Romain Gary                             | Obietnica poranka                                                          | 1966        | listopad 66    | tł. Jerzy Pański                                                      |
| 119 | William Faulkner                        | Intruz                                                                     | 1966        | grudzień 66    | tł. Ewa Życieńska                                                     |
| 120 | Ilia Erenburg                           | Rwacz                                                                      | 1967        | styczeń 67     | tł. Julian Maliniak                                                   |
| 121 | William Golding                         | Władca much                                                                | 1967        | styczeń 67     | tł. Wacław Niepokólczycki                                             |
| 122 | Franz Kafka                             | Ameryka                                                                    | 1967        | styczeń 67     | tł. Juliusz Kydryński                                                 |
| 123 | Carson McCullers                        | W zwierciadle złotego oka                                                  | 1967        | marzec 67      | tł. Maria Skroczyńska                                                 |
| 124 | F. Scott Fitzgerald                     | Czuła jest noc                                                             | 1967        | kwiecień 67    | tł. Maria Skroczyńska, Zofia Zinserling                               |
| 125 | Max Frisch                              | Stiller                                                                    | 1967        | kwiecień 67    | tł. Jacek Frühling                                                    |
| 126 | Aleksy Tołstoj                          | Droga przez mękę. T. 1, [Siostry]                                          | 1967        | kwiecień 67    | tł. Władysław Broniewski                                              |
| 127 | Aleksy Tołstoj                          | Droga przez mękę. T. 2, [Rok osiemnasty]                                   | 1967        | kwiecień 67    | tł. Władysław Broniewski                                              |
| 128 | Aleksy Tołstoj                          | Droga przez mękę. T. 3, [Pochmurny ranek]                                  | 1967        | maj 67         | tł. Władysław Broniewski, Wacław Rogowicz                             |
| 129 | Aleksy Tołstoj                          | Piotr Pierwszy. T. 1, Ks. 1                                                | 1967        | maj 67         | tł. Andrzej Stawar                                                    |
| 130 | Johannes Bobrowski                      | Młyn Lewina                                                                | 1967        | czerwiec 67    | tł. Maria Kurecka, Witold Wirpsza                                     |
| 131 | Blaise Cendrars                         | Od portu do portu                                                          | 1967        | czerwiec 67    | tł. Julian Rogoziński                                                 |
| 132 | Aleksy Tołstoj                          | Piotr Pierwszy. T. 2, Ks. 2-3                                              | 1967        | czerwiec 67    | tł. Andrzej Stawar                                                    |
| 133 | Angus Wilson                            | Późne wstawanie                                                            | 1967        | czerwiec 67    | tł. Cecylia Wojewoda                                                  |
| 134 | Gertruda Stein                          | Autobiografia Alicji B. Toklas                                             | 1967        | lipiec 67      | tł. Mira Michałowska                                                  |
| 135 | Alain Robbe-Grillet                     | Dom schadzek                                                               | 1967        | sierpień 67    | tł. Wiera Bieńkowska                                                  |
| 136 | Erskine Caldwell                        | Poletko Pana Boga                                                          | 1967        | październik 67 | tł. Bronisław Zieliński                                               |
| 137 | Maurice Cury                            | Krzesło w szczerym polu                                                    | 1967        | październik 67 | tł. Jerzy Pański                                                      |
| 138 | William Faulkner                        | Rezydencja                                                                 | 1967        | październik 67 | tł. Kalina Wojciechowska                                              |
| 139 | Bernard Malamud                         | Nowe życie                                                                 | 1967        | październik 67 | tł. Tadeusz Polanowski                                                |
| 140 | Reneé-Victor Pilhes                     | Rabarbar                                                                   | 1967        | październik 67 | tł. Czesława i Mirosław Żuławscy                                      |
| 141 | W. Somerset Maugham                     | Teatr                                                                      | 1967        | listopad 67    | tł. Krystyna Szerer                                                   |
| 142 | Pandelis Prevelakis                     | Słońce śmierci                                                             | 1967        | grudzień 67    | tł. Janusz Strasburger                                                |
| 143 | Erich Maria Remarque                    | Trzej towarzysze                                                           | 1968        | grudzień 67    | tł. Zbigniew Grabowski                                                |
| 144 | Ernest Hemingway                        | Mieć i nie mieć                                                            | 1968        | luty 68        | tł. Krystyna Tarnowska                                                |
| 145 | A. A. Milne                             | Dwoje ludzi                                                                | 1968        | luty 68        | tł. Mira Michałowska                                                  |
| 146 | Miroslav Krleža                         | Bankiet w Blitwie. Ks. 1-2                                                 | 1968        | marzec 68      | tł. Maria Krukowska                                                   |
| 147 | Miroslav Krleža                         | Bankiet w Blitwie. Ks. 3                                                   | 1968        | marzec 68      | tł. Maria Krukowska                                                   |
| 148 | Marcello Venturi                        | Biała flaga nad Kefalinią                                                  | 1968        | kwiecień 68    | tł. Barbara Sieroszewska                                              |
| 149 | Truman Capote                           | Z zimną krwią                                                              | 1968        | czerwiec 68    | tł. Bronisław Zieliński; wiersze tł. Ewa Życieńska                    |
| 150 | Max Frisch                              | Powiedzmy, Gantenbein...                                                   | 1968        | wrzesień 68    | tł. Jacek Frühling                                                    |
| 151 | Richard Hughes                          | Orkan na Jamajce                                                           | 1968        | wrzesień 68    | tł. Ariadna Demkowska                                                 |
| 152 | Andriej Płatonow                        | Osada Pocztyliońska                                                        | 1968        | wrzesień 68    | tł. Seweryn Pollak, René Śliwowski                                    |
| 153 | Heinrich Böll                           | Zwierzenia klowna                                                          | 1968        | październik 68 | tł. Teresa Jętkiewicz                                                 |
| 154 | László Németh                           | Grzech                                                                     | 1968        | październik 68 | tł. Camilla Mondral                                                   |
| 155 | Johannes Bobrowski                      | Uczta myszy                                                                | 1968        | listopad 68    | tł. Zofia Jaremko-Pytowska                                            |
| 156 | William Faulkner                        | Kiedy umieram                                                              | 1968        | listopad 68    | tł. Ewa Życieńska                                                     |
| 157 | Carlos Fuentes                          | Śmierć Artemia Cruz                                                        | 1968        | listopad 68    | tł. Kalina Wojciechowska                                              |
| 158 | Tomasz Mann                             | Wyznania hochsztaplera Feliksa Krulla                                      | 1968        | listopad 68    | tł. Andrzej Rybicki                                                   |
| 159 | Mary McCarthy                           | Wspomnienia z lat katolickiej młodości                                     | 1968        | listopad 68    | tł. Cecylia Wojewoda                                                  |
| 160 | Peter Härtling                          | Niembsch albo Bezruch                                                      | 1968        | grudzień 68    | tł. Sławomir Błaut                                                    |
| 161 | Alberto Moravia                         | Uwaga                                                                      | 1968        | grudzień 68    | tł. Władysław Minkiewicz                                              |
| 162 | Julio Cortazar                          | Dla wszystkich ten sam ogień                                               | 1969        | marzec 69      | tł. Zofia Chądzyńska                                                  |
| 163 | Michał Bułhakow                         | Mistrz i Małgorzata                                                        | 1969        | kwiecień 69    | tł. Irena Lewandowska, Witold Dąbrowski                               |
| 164 | Saul Bellow                             | Korzystaj z dnia                                                           | 1969        | maj 69         | tł. Andrzej Nowicki                                                   |
| 165 | Johannes Bobrowski                      | Litewskie klawikordy                                                       | 1969        | maj 69         | tł. Anna M. Linke                                                     |
| 166 | Heinrich Böll                           | Koniec podróży służbowej                                                   | 1969        | maj 69         | tł. Teresa Jętkiewicz                                                 |
| 167 | René Masson                             | Nieznany żołnierz                                                          | 1969        | maj 69         | tł. Tadeusz Evert                                                     |
| 168 | Alberto Moravia                         | Rzecz jest tylko rzeczą                                                    | 1969        | maj 69         | tł. Zofia Ernstowa                                                    |
| 169 | Andriej Płatonow                        | Dżan                                                                       | 1969        | październik 69 | tł. Irena Piotrowka, Sewryn Pollak, René Śliwowski                    |
| 170 | Roger Vailland                          | Niecne sprawki                                                             | 1970        | styczeń 70     | tł. Czesława i Mirosław Żuławscy                                      |
| 171 | Marie-Claire Blais                      | Pierwsza zima w życiu Emanuela                                             | 1970        | luty 70        | tł. Julian Rogoziński                                                 |
| 172 | Herman Broch                            | Kusiciel                                                                   | 1970        | luty 70        | tł. Edyta Sicińska; wiersze tł. Anna M. Linke                         |
| 173 | Lars Gyllensten                         | Pamiętnik Kaina                                                            | 1970        | luty 70        | tł. Zygmunt Łanowski                                                  |
| 174 | J. B. Priestley                         | W starym kraju                                                             | 1970        | luty 70        | tł. Wiesława Schaitterowa                                             |
| 175 | Marie Luise Kaschnitz                   | Pewnego dnia pewien mężczyzna                                              | 1970        | maj 70         | tł. Julia Juryś, Danuta Sochacka-Csató                                |
| 176 | William Carlos Williams                 | Farmerskie córki                                                           | 1970        | maj 70         | tł. Krystyna Tarnowska                                                |
| 177 | Michał Bułhakow                         | Mistrz i Małgorzata                                                        | 1970        | sierpień 70    | tł. Irena Lewandowska, Witold Dąbrowski                               |
| 178 | Mihailo Lalić                           | Góra łez                                                                   | 1970        | listopad 70    | tł. Maria Krukowska                                                   |
| 179 | Tomasz Mann                             | Królewska Wysokość                                                         | 1970        | listopad 70    | tł. Witold Hulewicz                                                   |
| 180 | Willa Cather                            | Poranek Wagnerowski                                                        | 1971        | styczeń 71     | tł. Zofia Siwicka                                                     |
| 181 | D. H. Lawrence                          | Kobieta i paw                                                              | 1971        | luty 71        | tł. Janina Sujkowska                                                  |
| 182 | Katherine Anne Porter                   | Wino o południu                                                            | 1971        | luty 71        | tł. Maria Skroczyńska                                                 |
| 183 | Gabriel García Márquez                  | W tym mieście nie ma złodziei                                              | 1971        | marzec 71      | tł. Zofia Chądzyńska                                                  |
| 184 | Robert Merle                            | Zwierzę obdarzone rozumem                                                  | 1971        | marzec 71      | tł. Jerzy Pański                                                      |
| 185 | Blaise Cendrars                         | Gwiezdna Wieża Eiffla                                                      | 1971        | kwiecień 71    | tł. Julian Rogoziński                                                 |
| 186 | Mario Soldati                           | Opowiadania wachmistrza                                                    | 1971        | maj 71         | tł. Barbara Sieroszewska                                              |
| 187 | Izaak Babel                             | Utwory odnalezione                                                         | 1971        | sierpień 71    | tł. Jerzy Pomianowski                                                 |
| 188 | Bernard Clavel                          | Owoce zimy                                                                 | 1971        | sierpień 71    | tł. Anna Tatarkiewicz                                                 |
| 189 | Miloš Crnjanski                         | Zapiski o Czarnojeviciu                                                    | 1971        | sierpień 71    | tł. Danuta Cirlić-Straszyńska                                         |
| 190 | Alberto Moravia                         | Obojętni                                                                   | 1971        | sierpień 71    | tł. Zofia Ernstowa                                                    |
| 191 | Hervé Bazin                             | Małżeństwo                                                                 | 1971        | październik 71 | tł. Joanna Arnold-Ejsmond i Maria Wodzyńska                           |
| 192 | Saul Bellow                             | Herzog                                                                     | 1971        | październik 71 | tł. Krystyna Tarnowska                                                |
| 193 | Siegfried Lenz                          | Lekcja niemieckiego                                                        | 1971        | październik 71 | tł. Andrzej Ściegienny                                                |
| 194 | William Faulkner                        | Wściekłość i wrzask                                                        | 1971        | listopad 71    | tł. Anna Przedpełska-Trzeciakowska                                    |
| 195 | Katherine Anne Porter                   | Biały koń, biały jeździec                                                  | 1971        | listopad 71    | tł. Krystyna Tarnowska                                                |
| 196 | Michał Zoszczenko                       | Niebieska księga                                                           | 1972        | styczeń 72     | tł. Jerzy Pański                                                      |
| 197 | Dalmiro A. Saenz                        | Siedemdziesiąt razy siedem                                                 | 1972        | luty 72        | tł. Zofia Chądzyńska                                                  |
| 198 | Pierre Schoendoerffer                   | Pożegnanie króla                                                           | 1972        | luty 72        | tł. Izabella i Julian Rogozińscy                                      |
| 199 | Ivy Compton-Burnett                     | Teraźniejszość i przeszłość                                                | 1972        | kwiecień 72    | tł. Bronisława Bałutowa                                               |
| 200 | Hans Erich Nossack                      | Sprawa D'Artheza                                                           | 1972        | kwiecień 72    | tł. Terasa Jętkiewicz                                                 |
| 201 | Vercors                                 | Tratwa meduzy                                                              | 1972        | kwiecień 72    | tł. Joanna Guze                                                       |
| 202 | Jorge Luis Borges                       | Alef                                                                       | 1972        | czerwiec 72    | tł. Zofia Chądzyńska, Andrzej Sobol-Jurczykowski                      |
| 203 | Eudora Welty                            | Złote jabłka                                                               | 1972        | wrzesień 72    | tł. Mira Michałowska                                                  |
| 204 | Peter Härtling                          | Zjazd rodzinny albo koniec historii                                        | 1973        | styczeń 73     | tł. Irena Naganowska                                                  |
| 205 | Borys Pasternak                         | Drogi napowietrzne i inne utwory                                           | 1973        | styczeń 73     | tł. Seweryn Pollak                                                    |
| 206 | William Styron                          | Wyznania Nata Turnera                                                      | 1973        | luty 73        | tł. Bronisław Zieliński                                               |
| 207 | Carlos Fuentes                          | Pieśń ślepców                                                              | 1973        | marzec 73      | tł. Kalina Wojciechowska                                              |
| 208 | Hervé Bazin                             | Szczęśliwi z Wyspy Rozpaczy                                                | 1973        | czerwiec 73    | tł. Krystyna Byczewska                                                |
| 209 | Adolf Muschg                            | Odczarowanie                                                               | 1973        | czerwiec 73    | tł. Sławomir Błaut                                                    |
| 210 | Mario Soldati                           | Aktor                                                                      | 1973        | czerwiec 73    | tł. Barbara Sieroszewska                                              |
| 211 | Erskine Caldwell                        | Dom na wzgórzu                                                             | 1973        | lipiec 73      | tł. Kazimierz Piotrowski                                              |
| 212 | Wolfgang Georg Fischer                  | Mieszkania                                                                 | 1973        | sierpień 73    | tł. Teresa Jętkiewicz                                                 |
| 213 | Sven Delblanc                           | Rzeka pamięci                                                              | 1973        | wrzesień 73    | tł. Zygmunt Łanowski                                                  |
| 214 | Blaise Cendrars                         | Historie prawdziwe                                                         | 1973        | październik 73 | tł. Julian Rogoziński                                                 |
| 215 | Aleksy Tołstoj                          | Piotr Pierwszy. T. 1, Ks. 1                                                | 1974        | styczeń 74     | tł. Andrzej Stawar                                                    |
| 216 | Aleksy Tołstoj                          | Piotr Pierwszy. T. 2, Ks. 2-3                                              | 1974        | styczeń 74     | tł. Andrzej Stawar                                                    |
| 217 | Julio Cortazar                          | 62. model do składania                                                     | 1974        | marzec 74      | tł. Zofia Chądzyńska                                                  |
| 218 | Elizabeth Bowen                         | Na północ                                                                  | 1974        | kwiecień 74    | tł. Aldona Szpakowska                                                 |
| 219 | John Cheever                            | Bullet Park                                                                | 1974        | sierpień 74    | tł. Wiesława Schaitterowa                                             |
| 220 | Tomasz Mann                             | Wybraniec                                                                  | 1974        | sierpień 74    | tł. Anna M. Linke                                                     |
| 221 | Heinrich Böll                           | Zwierzenia klowna                                                          | 1974        | wrzesień 74    | tł. Teresa Jętkiewicz                                                 |
| 222 | Moris Simaszko                          | Jemszan                                                                    | 1974        | wrzesień 74    | tł. Jerzy Litwiniuk, Robert Stiller                                   |
| 223 | Izaak Babel                             | Utwory wybrane                                                             | 1974        | październik 74 | tł. Mieczysław Binom i in                                             |
| 224 | Andrzej Bieły                           | Petersburg                                                                 | 1974        | październik 74 | tł. Seweryn Pollak                                                    |
| 225 | Alejo Carpentier                        | Wojna czasu                                                                | 1974        | październik 74 | tł. Kalina Wojciechowska                                              |
| 226 | Gabriel García Márquez                  | Niewiarygodna i smutna historia niewinnej Erendiry i jej niegodziwej babki | 1974        | październik 74 | tł. Carlos Marrodán Casas                                             |
| 227 | Sybille Bedford                         | Dziedzictwo                                                                | 1974        | listopad 74    | tł. Mira Michałowska                                                  |
| 228 | John Steinbeck                          | Myszy i ludzie                                                             | 1974        | listopad 74    | tł. Jan Meysztowicz                                                   |
| 229 | Ingeborg Bachmann                       | Malina                                                                     | 1975        | styczeń 75     | tł. Sławomir Błaut                                                    |
| 230 | Alain Robbe-Grillet                     | Żaluzja                                                                    | 1975        | luty 75        | tł. Maria Zenowicz                                                    |
| 231 | Hervé Bazin                             | Żmija w garści                                                             | 1975        | marzec 75      | tł. Krystyna Byczewska                                                |
| 232 | Francisco Ayala                         | Uzurpatorzy                                                                | 1975        | kwiecień 75    | tł. Zofia Wasitowa                                                    |
| 233 | Sylvia Plath                            | Szklany klosz                                                              | 1975        | kwiecień 75    | tł. Mira Michałowska                                                  |
| 234 | Mario Vargas Llosa                      | Zielony Dom                                                                | 1975        | kwiecień 75    | tł. Carlos Marrodán Casas                                             |
| 235 | Ingeborg Bachmann                       | Symultanka                                                                 | 1975        | maj 75         | tł. Anna M. Linke                                                     |
| 236 | F. Scott Fitzgerald                     | Ostatni z wielkich                                                         | 1975        | maj 75         | tł. Ariadna Demkowska                                                 |
| 237 | Lew Tołstoj, Antoni Czechow, Iwan Bunin | Trzy opowieści                                                             | 1975        | czerwiec 75    | tł. Jarosław Iwaszkiewicz                                             |
| 238 | Anna Seghers                            | Tranzyt                                                                    | 1975        | czerwiec 75    | tł. Wanda Jedlicka                                                    |
| 239 | Carson McCullers                        | Serce to samotny myśliwy                                                   | 1975        | lipiec 75      | tł. Jadwiga Olędzka                                                   |
| 240 | Peter Handke                            | Krótki list na długie pożegnanie. Pełnia nieszczęścia                      | 1975        | sierpień 75    | tł. Sławomir Błaut                                                    |
| 241 | Peter Seeberg                           | Pasterze                                                                   | 1975        | sierpień 75    | tł. Maria Krysztofiak                                                 |
| 242 | Leonid Andrejew                         | Śmierć Gulliwera                                                           | 1975        | wrzesień 75    | tł. Jerzy Pański                                                      |
| 243 | Laurie Lee                              | Jabłecznik i Rosie                                                         | 1975        | wrzesień 75    | tł. Krystyna Tarnowska                                                |
| 244 | Iris Murdoch                            | W sieci                                                                    | 1975        | październik 75 | tł. Marianna Abrahamowicz, Maria Leśniewska                           |
| 245 | William Faulkner                        | Światłość w sierpniu                                                       | 1975        | grudzień 75    | tł. Maciej Słomczyński                                                |
| 246 | Ladisłav Fuks                           | Śledztwo prowadzi radca Heumann                                            | 1976        | luty 76        | tł. Emilia Witwicka                                                   |
| 247 | Julio Cortazar                          | Wielkie wygrane                                                            | 1976        | marzec 76      | tł. Zofia Chądzyńska                                                  |
| 248 | Wolfgang Georg Fischer                  | Pokoje umeblowane                                                          | 1976        | marzec 76      | tł. Teresa Jętkiewicz                                                 |
| 249 | Vladislav Vančura                       | Gardłowa sprawa albo przysłowia                                            | 1976        | marzec 76      | tł. Józef Waczków                                                     |
| 250 | Ivy Compton-Burnett                     | Więcej pań niż panów                                                       | 1976        | czerwiec 76    | tł. Bronisława Bałutowa                                               |
| 251 | Ana Maria Matute                        | Wieża strażnicza                                                           | 1976        | czerwiec 76    | tł. Kalina Wojciechowska                                              |
| 252 | Henry Miller                            | Kolos z Maroussi                                                           | 1976        | lipiec 76      | tł. Cecylia Wojewoda                                                  |
| 253 | Hervé Bazin                             | Świat się kończy...                                                        | 1976        | sierpień 76    | tł. Krystyna Byczewska                                                |
| 254 | Heinrich Böll                           | Utracona cześć Katarzyny Blum                                              | 1976        | sierpień 76    | tł. Teresa Jętkiewicz                                                 |
| 255 | Max Frisch                              | Stiller                                                                    | 1976        | sierpień 76    | tł. Jacek Frühling                                                    |
| 256 | Otto F. Walter                          | Pierwsze niepokoje                                                         | 1976        | październik 76 | tł. Irena Naganowska                                                  |
| 257 | Andrzej Bieły                           | Kocio Letajew                                                              | 1976        | styczeń 77     | tł. Marii Leśniewskiej                                                |
| 258 | Julio Cortazar                          | Ośmiościan                                                                 | 1977        | grudzień 76    | tł. Zofia Chądzyńska                                                  |
| 259 | Nathanael West                          | Dzień szarańczy, Miss Lonelyhearts                                         | 1977        | luty 77        | tł. Maria Skibniewska                                                 |
| 260 | Hervé Bazin                             | Wołanie puszczyka                                                          | 1977        | kwiecień 77    | tł. Krystyna Byczewska                                                |
| 261 | Lars Gustafsson                         | Wełna                                                                      | 1977        | kwiecień 77    | tł. Zygmunt Łanowski                                                  |
| 262 | Grant Matewosjan                        | Pomarańczowy tabun                                                         | 1977        | czerwiec 77    | tł. Witold Dąbrowski                                                  |
| 263 | Józef Roth                              | Marsz Radetzky'ego                                                         | 1977        | czerwiec 77    | tł. Wanda Kragen                                                      |
| 264 | Henry James                             | Drzewo wiadomości                                                          | 1977        | lipiec 77      | tł. Maria Skroczyńska                                                 |
| 265 | Leonardo Sciascia                       | Todo modo                                                                  | 1977        | lipiec 77      | tł. Zofia Ernstowa                                                    |
| 266 | Gabriel García Márquez                  | Szarańcza                                                                  | 1977        | sierpień 77    | tł. Carlos Marrodán Casas                                             |
| 267 | Heinrich Böll                           | Śmierć Lohengrina                                                          | 1977        | wrzesień 77    | tł. Teresa Jętkiewicz                                                 |
| 268 | Sherwood Anderson                       | Miasteczko Winesburg                                                       | 1977        | październik 77 | tł. Jerzy Krzysztoń                                                   |
| 269 | Iris Murdoch                            | Czarny Książę                                                              | 1977        | b.d.           | tł. Krystyna Tarnowska                                                |
| 270 | Miodrag Bulatović                       | Największa tajemnica świata i inne opowiadania                             | 1977        | grudzień 77    | tł. Danuta Cirlić-Straszyńska i in                                    |
| 271 | Juan Carlos Onetti                      | Historia kawalera z różą i ciężarnej dziewicy z Liliputu                   | 1977        | grudzień 77    | tł. Rajmund Kalicki, Edward Stachura                                  |
| 272 | Tibor Déry                              | Jednouchy                                                                  | 1978        | styczeń 78     | tł.: Tadeusz Olszański                                                |
| 273 | Marie Luise Kaschnitz                   | Miejsca                                                                    | 1978        | styczeń 78     | tł. Edyta Sicińska                                                    |
| 274 | Franz Kafka                             | Ameryka                                                                    | 1978        | kwiecień 78    | tł. Juliusz Kydryński                                                 |
| 275 | Héctor Bianciotti                       | Ceremoniał                                                                 | 1978        | sierpień 78    | tł. Zofia Wasitowa                                                    |
| 276 | Jose Cabanis                            | Ten wspaniały Saint-Simon                                                  | 1978        | sierpień 78    | tł. Andrzej Kijowski                                                  |
| 277 | Ilia Erenburg                           | Niezwykłe przygody Julia Jurenity i jego uczniów                           | 1978        | sierpień 78    | tł. Tadeusz Jakubowicz                                                |
| 278 | Susan Hill                              | Ptak nocy                                                                  | 1978        | sierpień 78    | tł. Monika Beyer                                                      |
| 279 | Robert Musil                            | Trzy kobiety                                                               | 1978        | wrzesień 78    | tł. Teresa Jętkiewicz, Walentyna Kwaśniakowa, Edyta Sicińska          |
| 280 | Jurij Trifonow                          | Drugie życie                                                               | 1978        | wrzesień 78    | tł. Rozalia Lasotowa                                                  |
| 281 | Saul Bellow                             | Korzystaj z dnia                                                           | 1978        | październik 78 | tł. Andrzej Nowicki                                                   |
| 282 | Ambrose Bierce                          | Jeździec na niebie                                                         | 1978        | październik 78 | tł. Jerzy Krzysztoń                                                   |
| 283 | Max Frisch                              | Montauk                                                                    | 1978        | październik 78 | tł. Stanisław Kołodziejczyk                                           |
| 284 | Iris Murdoch                            | Przypadkowy człowiek                                                       | 1978        | październik 78 | tł. Zdzisław Bohdanowicz                                              |
| 285 | André Gide                              | Fałszerze                                                                  | 1978        | grudzień 78    | tł. Helena i Jarosław Iwaszkiewiczowie, Julian Rogoziński             |
| 286 | Adolf Muschg                            | Motyw Albissera                                                            | 1979        | styczeń 79     | tł. Sławomir Blaut                                                    |
| 287 | E. M. Forster                           | Droga do Indii                                                             | 1979        | luty 79        | tł. Krystyna Tarnowska, Andrzej Konarek                               |
| 288 | Heinrich Böll                           | Utracona cześć Katarzyny Blum                                              | 1979        | marzec 79      | tł. Teresa Jętkiewicz                                                 |
| 289 | Iwan Bunin                              | Wieś                                                                       | 1979        | kwiecień 79    | tł. Zofia Petersowa                                                   |
| 290 | Ingeborg Bachmann                       | Symultanka                                                                 | 1979        | maj 79         | tł. Anna M. Linke                                                     |
| 291 | Henry James                             | Autografy Jeffreya Asperna                                                 | 1979        | maj 79         | tł. Maria Skroczyńska                                                 |
| 292 | Susan Hill                              | Wiosną owego roku                                                          | 1979        | sierpień 79    | tł. Ryszarda Grzybowska                                               |
| 293 | Rainer Maria Rilke                      | Malte                                                                      | 1979        | sierpień 79    | tł. Witold Hulewicz                                                   |
| 294 | Fritz Rudolf Fries                      | Statek powietrzny                                                          | 1979        | wrzesień 79    | tł. Teresa Jętkiewicz                                                 |
| 295 | Miodrag Bulatović                       | Czerwony kogut leci wprost do nieba                                        | 1979        | październik 79 | tł. Maria Krukowska                                                   |
| 296 | Ivo Andrić                              | Dom na odludziu                                                            | 1979        | grudzień 79    | tł. Halina Kalita                                                     |
| 297 | Max Frisch                              | Powiedzmy, Gantenbein...                                                   | 1980        | marzec 80      | tł. Jacek Frühling                                                    |
| 298 | Aleksander Kuprin                       | Pojedynek                                                                  | 1980        | marzec 80      | tł. Halina Rogala                                                     |
| 299 | Alejo Carpentier                        | Szaleństwo i metoda                                                        | 1980        | maj 80         | tł. Kalina Wojciechowska                                              |
| 300 | John Barth                              | Bakunowy faktor. T. 1                                                      | 1980        | lipiec 80      | tł. Sławomir Magala                                                   |
| 301 | John Barth                              | Bakunowy faktor. T. 2                                                      | 1980        | lipiec 80      | tł. Sławomir Magala                                                   |
| 302 | Peter Handke                            | Godzina prawdziwych odczuć. Leworęczna kobieta                             | 1980        | lipiec 80      | tł. Sławomir Błaut                                                    |
| 303 | John Steinbeck                          | Tortilla Flat                                                              | 1980        | wrzesień 80    | tł. Jan Zakrzewski                                                    |
| 304 | Gabriel García Márquez                  | Jesień patriarchy                                                          | 1980        | listopad 80    | tł. Carlos Marrodán Casas                                             |
| 305 | Ingeborg Bachmann                       | Malina                                                                     | 1980        | luty 81        | tł. Sławomir Błaut                                                    |
| 306 | Iris Murdoch                            | Machina miłości czystej i wszetecznej                                      | 1980        | luty 81        | tł. Wiesława Schaitterowa                                             |
| 307 | J. D. Salinger                          | Wyżej podnieście strop, cieśle. Seymour Introdukcja                        | 1981        | styczeń 81     | tł. Maria Skibniewska                                                 |
| 308 | Elias Canetti                           | Ocalony język                                                              | 1981        | luty 81        | tł. Maria Przybyłowska                                                |
| 309 | J. D. Salinger                          | Franny i Zooey                                                             | 1981        | luty 81        | tł. Maria Skibniewska                                                 |
| 310 | Aldous Huxley                           | Jak suche liście                                                           | 1981        | kwiecień 81    | tł. Ewa Życieńska                                                     |
| 311 | Lars Gustafsson                         | Święto rodzinne                                                            | 1981        | wrzesień 81    | tł. Zygmunt Łanowski                                                  |
| 312 | Alejo Carpentier                        | Harfa i cień                                                               | 1982        | b.d.           | tł. Kalina Wojciechowska i Janina Carlson                             |
| 313 | Lars Gustafsson                         | Śmierć pszczelarza                                                         | 1982        | b.d.           | tł. Zygmunt Łanowski                                                  |
| 314 | Claude Simon                            | Droga przez Flandrię                                                       | 1982        | maj 82         | tł. Wiera Bieńkowska                                                  |
| 315 | Ilia Erenburg                           | Rwacz                                                                      | 1982        | czerwiec 82    | tł. Julian Maliniak                                                   |
| 316 | Anton Hansen-Tammsaare                  | Nowy Piekielnik z Czartoryi                                                | 1983        | 1983           | tł. Jerzy Litwiniuk                                                   |
| 317 | Franz Kafka                             | Zamek                                                                      | 1983        | styczeń 83     | tł. Krzysztof Radziwilł, Kazimierz Truchanowski                       |
| 318 | Izaak Babel                             | Historia jednego konia                                                     | 1983        | 1983           | tł. Mieczysław Binom i in                                             |
| 319 | Ivo Andrić                              | Omer-pasza Latas                                                           | 1983        | 1983           | tł. Alija Dukanović                                                   |
| 320 | Juan José Millás                        | Ostatnia wizja topielca                                                    | 1983        | grudzień 83    | tł. Zofia Wasitowa                                                    |
| 321 | Richard Weiner                          | Gra na serio                                                               | 1984        | grudzień 83    | tł. Maryna Miklaszewska                                               |
| 322 | Borys Pilniak                           | Maszyny i wilki                                                            | 1984        | listopad 84    | tł. Janina Dziarnowska                                                |
| 323 | Per Olof Sundman                        | Ekspedycja                                                                 | 1985        | grudzień 84    | tł. Zygmunt Łanowski                                                  |
| 324 | Michał Zoszczenko                       | Punkt widzenia                                                             | 1985        | styczeń 85     | tł. Eugenia Siemaszkiewicz, Seweryn Pollak                            |
| 325 | Aleksy Riemizow                         | Siostry krzyżowe                                                           | 1985        | wrzesień 85    | tł. Adam Pomorski                                                     |
| 326 | Anatol France                           | Bogowie łakną krwi                                                         | 1985        | 1985           | tł. Jan Sten                                                          |
| 327 | Katherine Mansfield                     | Dziennik                                                                   | 1985        | październik 85 | tł. Teresa Tatarkiewiczowa                                            |
| 328 | Iwan Bunin                              | Niegdyś                                                                    | 1986        | b.d.           | tł. Irena Bajkowska, Maria Leśniewska, Seweryn Pollak                 |
| 329 | Heinrich Böll                           | Opiekuńcze oblężenie                                                       | 1986        | 1986           | tł. Małgorzata Łukasiewicz                                            |
| 330 | Elias Canetti                           | Ocalony język                                                              | 1986        | luty 86        | tł. Maria Przybyłowska                                                |
| 331 | Per Olof Sundman                        | Opowieść o S?mie                                                           | 1987        | b.d.           | tł. Maria Olszańska                                                   |
| 332 | Elias Canetti                           | Pochodnia w uchu                                                           | 1988        | b.d.           | tł. Maria Przybyłowska                                                |
| 333 | Fritz Rudolf Fries                      | Nowe światy Aleksandra                                                     | 1988        | 1988           | tł. Ryszard Wojnakowski                                               |
| 334 | Izaak Babel                             | Historia jednego konia                                                     | 1988        | 1988           | tł. Mieczysław Binom i in                                             |
| 335 | William Faulkner                        | Intruz                                                                     | 1990        | grudzień 89    | tł. Ewa Życieńska                                                     |
| 336 | Truman Capote                           | Z zimną krwią                                                              | 1990        | styczeń 90     | tł. Bronisław Zieliński; wiersze tł. Ewa Życieńska                    |
| 337 | Romain Gary                             | Obietnica poranka                                                          | 1991        | b.d.           | tł. Jerzy Pański                                                      |
| 338 | Max Frisch                              | Homo faber                                                                 | 1991        | b.d.           | tł. Irena Krzywicka                                                   |
| 339 | Elias Canetti                           | Gra oczu                                                                   | 1991        | b.d.           | tł. Maria Przybyłowska                                                |
| 340 | Julian Barnes                           | Papuga Flauberta                                                           | 1992        | b.d.           | tł. Adam Szymanowski                                                  |
| 341 | Heinrich Böll                           | Portret grupowy z damą                                                     | 1993        | b.d.           | tł. Ryszard Wojnakowski                                               |
| 342 | Truman Capote                           | Śniadanie u Tiffany'ego. Harfa traw                                        | 1993        | b.d.           | tł. Bronisław Zieliński                                               |
| 343 | Ilia Erenburg                           | Życie i śmierć Mikołaja Kurbowa                                            | 1993        | b.d.           | tł. Bruno Jasieński                                                   |
| 344 | Ladislav Grosman                        | Sklep przy głównej ulicy                                                   | 1993        | b.d.           | tł. Cecylia Dmochowska                                                |
| 345 | André Brink                             | Ambasador                                                                  | 1994        | b.d.           | tł. Tomasz Wyżyński                                                   |
| 346 | Carlos Fuentes                          | Łeb hydry                                                                  | 1994        | b.d.           | tł. Zofia Wasitowa                                                    |
| 347 | Osip Mandelsztam                        | Zgiełk czasu                                                               | 1994        | b.d.           | tł. Ryszard Przybylski                                                |
| 348 | Martin Amis                             | Forsa                                                                      | 1995        | b.d.           | tł. Krzysztof Zabłocki                                                |
| 349 | Jens Bj?rneboe                          | Historia bestialstwa. Chwila wolności                                      | 1995        | b.d.           | tł. Anna Marciniakówna                                                |
| 350 | Lawrence Durrell                        | Justyna. Kwartet aleksandryjski T. 1                                       | 1995        | b.d.           | tł. Maria Skibniewska                                                 |
| 351 | Jerzy Kosiński                          | Malowany ptak                                                              | 1995        | b.d.           | tł. Tomasz Mirkowicz                                                  |
| 352 | Jean d'Ormesson                         | My, z łaski Boga                                                           | 1995        | b.d.           | tł. Eligia Bąkowska i Małgorzata Hołyńska                             |
| 353 | Fernando Pessoa                         | Księga niepokoju                                                           | 1995        | b.d.           | tł. Janina Z. Klawe                                                   |
| 354 | Graham Swift                            | Z tego świata                                                              | 1995        | b.d.           | tł. Maria Olejniczak-Skarsg?rd                                        |
| 355 | Lawrence Durrell                        | Balthazar. Kwartet aleksandryjski T. 2                                     | 1996        | b.d.           | tł. Maria Skibniewska                                                 |
| 356 | Lawrence Durrell                        | Clea. Kwartet aleksandryjski T. 3                                          | 1996        | b.d.           | tł. Maria Skibniewska                                                 |
| 357 | Lawrence Durrell                        | Mountolive. Kwartet aleksandryjski T. 4                                    | 1996        | b.d.           | tł. Maria Skibniewska                                                 |
| 358 | Antonio Tabucchi                        | ...twierdzi Pereira                                                        | 1996        | b.d.           | tł. Joanna Ugniewska                                                  |
| 359 | Alejo Carpentier                        | Święto wiosny                                                              | 1997        | b.d.           | tł. Janina Carlson                                                    |
| 360 | Ernst Jünger                            | Na Marmurowych Skałach                                                     | 1997        | b.d.           | tł. Wojciech Kunicki                                                  |
| 361 | Andre? Makine                           | Francuski testament                                                        | 1997        | b.d.           | tł. Małgorzata Hołyńska                                               |
| 362 | Andriej Płatonow                        | Szczęśliwa Moskwa                                                          | 1997        | b.d.           | tł. Henryk Chłystowski                                                |
| 363 | Antonio Tabucchi                        | Sny o snach                                                                | 1997        | b.d.           | tł. Joanna Ugniewska                                                  |
| 364 | Amin Maalouf                            | Skała Taniosa                                                              | 1998        | b.d.           | tł. Dorota Ben-Ghorbal                                                |
| 365 | Jean d'Ormesson                         | Dogana di Mare                                                             | 1998        | b.d.           | tł. Joanna Polachowska                                                |
| 366 | Saul Bellow                             | Planeta pana Sammlera                                                      | 1999        | b.d.           | tł. Lech Czyżewski                                                    |
| 367 | Asar Eppel                              | Trawiasta ulica                                                            | 1999        | b.d.           | tł. Jerzy Czech                                                       |
| 368 | Peter Handke                            | Pewnej ciemnej nocy...                                                     | 1999        | b.d.           | tł. Elżbieta Ptaszyńska-Sadowska                                      |
| 369 | Ernst Jünger                            | Awanturnicze serce                                                         | 1999        | b.d.           | tł. Wojciech Kunicki                                                  |
| 370 | Helmut Krausser                         | Wielki Bagarozy                                                            | 1999        | b.d.           | tł. Maria Aniśkowicz-Baumgartner                                      |
| 371 | Andre? Makine                           | Zbrodnia Olgi Arbeliny                                                     | 1999        | b.d.           | tł. Małgorzata Hołyńska                                               |
| 372 | Antonio Tabucchi                        | Zaginiona głowa Damascena Monteira                                         | 1999        | b.d.           | tł. Joanna Ugniewska                                                  |
| 373 | Adam Thorpe                             | Ulverton                                                                   | 1999        | b.d.           | tł. Robert Sudół                                                      |
| 374 | Martin Amis                             | Informacja                                                                 | 2000        | b.d.           | tł. Krzysztof Zabłocki                                                |
| 375 | Alessandro Baricco                      | City                                                                       | 2000        | b.d.           | tł. Joanna Ugniewska                                                  |
| 376 | Angela Carter                           | Czarna Wenus                                                               | 2000        | b.d.           | tł. Aleksandra Ambros                                                 |
| 377 | Amos Oz                                 | Nie mów noc                                                                | 2000        | b.d.           | tł. Agnieszka Jawor                                                   |
| 378 | Philip Roth                             | Teatr Sabata                                                               | 2000        | b.d.           | tł. Jacek Spólny                                                      |
| 379 | Warłam Szałamow                         | Wiszera                                                                    | 2000        | b.d.           | tł. Juliusz Baczyński                                                 |
| 380 | Alessandro Baricco                      | Ocean morze                                                                | 2001        | b.d.           | tł. Halina Kralowa                                                    |
| 381 | Andre? Makine                           | Rzeka miłości                                                              | 2001        | b.d.           | tł. Małgorzata Hołyńska                                               |
| 382 | Philip Roth                             | Amerykańska sielanka                                                       | 2001        | b.d.           | tł. Jolanta Kozak                                                     |
| 383 | Hans-Ulrich Treichel                    | Akord Tristana                                                             | 2001        | b.d.           | tł. Agnieszka Kowaluk                                                 |
| 384 | Konstantin Waginow                      | Harpagoniada                                                               | 2001        | b.d.           | tł. Adam Pomorski                                                     |
| 385 | Thomas Bernhard                         | Przegrany                                                                  | 2002        | b.d.           | tł. Marek Kędzierski                                                  |
| 386 | Andre? Makine                           | Requiem dla Wschodu                                                        | 2002        | b.d.           | tł. Małgorzata Hołyńska                                               |
| 387 | Sándor Márai                            | Wyznania patrycjusza                                                       | 2002        | b.d.           | tł. Teresa Worowska                                                   |
| 388 | Pascal Quignard                         | Albucjusz                                                                  | 2002        | b.d.           | tł. Tadeusz Komendant                                                 |
| 389 | Antonio Tabucchi                        | Robi się coraz później                                                     | 2002        | b.d.           | tł. Joanna Ugniewska                                                  |
| 390 | Adolf Muschg                            | Szczęście Suttera                                                          | 2003        | b.d.           | tł. Sława Lisiecka                                                    |
| 391 | Philip Roth                             | Wyszłam za komunistę                                                       | 2003        | b.d.           | tł. Jacek Spólny                                                      |
| 392 | Susan Sontag                            | W Ameryce                                                                  | 2003        | b.d.           | tł. Jarosław Anders                                                   |
| 393 | Philip Roth                             | Ludzka skaza                                                               | 2004        | b.d.           | tł. Jolanta Kozak                                                     |
| 394 | Sándor Márai                            | Ziemia! Ziemia!                                                            | 2005        | b.d.           | tł. Teresa Worowska                                                   |
| 395 | Siegfried Lenz                          | Biuro rzeczy znalezionych                                                  | 2006        | b.d.           | tł. Sława Lisiecka                                                    |
| 396 | Sándor Márai                            | Krew świętego Januarego                                                    | 2006        | b.d.           | tł. Feliks Netz                                                       |
| 397 | Sándor Márai                            | Krew świętego Januarego                                                    | 2007        | b.d.           | tł. Feliks Netz                                                       |
| 398 | Sándor Márai                            | Pierwsza miłość                                                            | 2007 (2008) | b.d.           | tł. Feliks Netz                                                       |
| 399 | Amos Oz                                 | Mój Michael                                                                | 2007        | b.d.           | tł. Agnieszka Jawor-Polak                                             |
| 400 | Sándor Márai                            | Sindbad powraca do domu                                                    | 2008        | b.d.           | tł. Teresa Worowska                                                   |
| 401 | Thomas Bernhard                         | Zaburzenie                                                                 | 2009        | b.d.           | tł. Sława Lisiecka                                                    |
| 402 | Sándor Márai                            | Pokój na Itace                                                             | 2009        | b.d.           | tł. Irena Makarewicz                                                  |
| 403 | Amos Oz                                 | Nie mów noc                                                                | 2009        | b.d.           | tł. Agnieszka Jawor                                                   |
| 404 | Péter Esterházy                         | Niesztuka                                                                  | 2010        | b.d.           | tł. Elżbieta Sobolewska                                               |
| 405 | Sándor Márai                            | Pokrzepiciel                                                               | 2010        | b.d.           | tł. Irena Makarewicz                                                  |
| 406 | Philip Roth                             | Duch wychodzi                                                              | 2010        | b.d.           | tł. Jolanta Kozak                                                     |
| 407 | Antonio Tabucchi                        | Czas szybko się starzeje                                                   | 2010        | b.d.           | tł. Joanna Ugniewska                                                  |
| 408 | Philip Roth                             | Upokorzenie                                                                | 2011        | b.d.           | tł. Jolanta Kozak                                                     |
| 409 | Philip Roth                             | Wzburzenie                                                                 | 2011        | b.d.           | tł. Jolanta Kozak                                                     |
| 410 | Saul Bellow                             | Ofiara                                                                     | 2012        | b.d.           | tł. Lech Czyżewski                                                    |
| 411 | Norman Manea                            | Kryjówka                                                                   | 2012        | b.d.           | tł. Kazimierz Jurczak                                                 |
| 412 | Jon McGregor                            | Nawet psy                                                                  | 2012        | b.d.           | tł. Jolanta Kozak                                                     |
| 413 | Thomas Bernhard                         | Zaburzenie                                                                 | 2013        | b.d.           | tł. Sława Lisiecka                                                    |